# Palazzo Andreassi
Il Palazzo Andreassi è un edificio di valore storico e architettonico di Napoli, ubicato in via Antonio Villari.
Pochissime sono le informazioni storiche che si posseggono su questo palazzo, eretto con ogni probabilità nei primi decenni del XVII secolo. Nel catasto provvisorio voluto da re Murat e pubblicato a partire dal 1815 è attestato essere di proprietà del marchese Andreassi. Gli Andreassi erano una famiglia calabrese (probabilmente discendente da un ramo trapiantato nel Sud della prestigiosa famiglia mantovana degli Andreasi) distintasi nella magistratura a partire dal XVII secolo  e insignita prima del titolo di duca di Montemurro nel 1724 (passato attraverso una successione femminile ad altra famiglia) e poi del titolo marchesale sul cognome.
Si presenta come un imponente edificio di quattro piani con alla base un alto portale di piperno (ai cui lati sono posti due paracarri del medesimo materiale) che permette di accedere prima all'androne e poi al cortile, quest'ultimo chiuso sul fondo da un nicchione entro il quale vi è una nicchia più piccola decorata da una conchiglia in stucco, sopra la quale è poggiato lo stemma in marmo della famiglia Andreassi. Sulla destra del cortile vi è la scala aperta dall'unica arcata per livello e a doppio rampante.
Allo stato attuale è un degradato condominio, bisognoso di un radicale restauro.

## Altre immagini

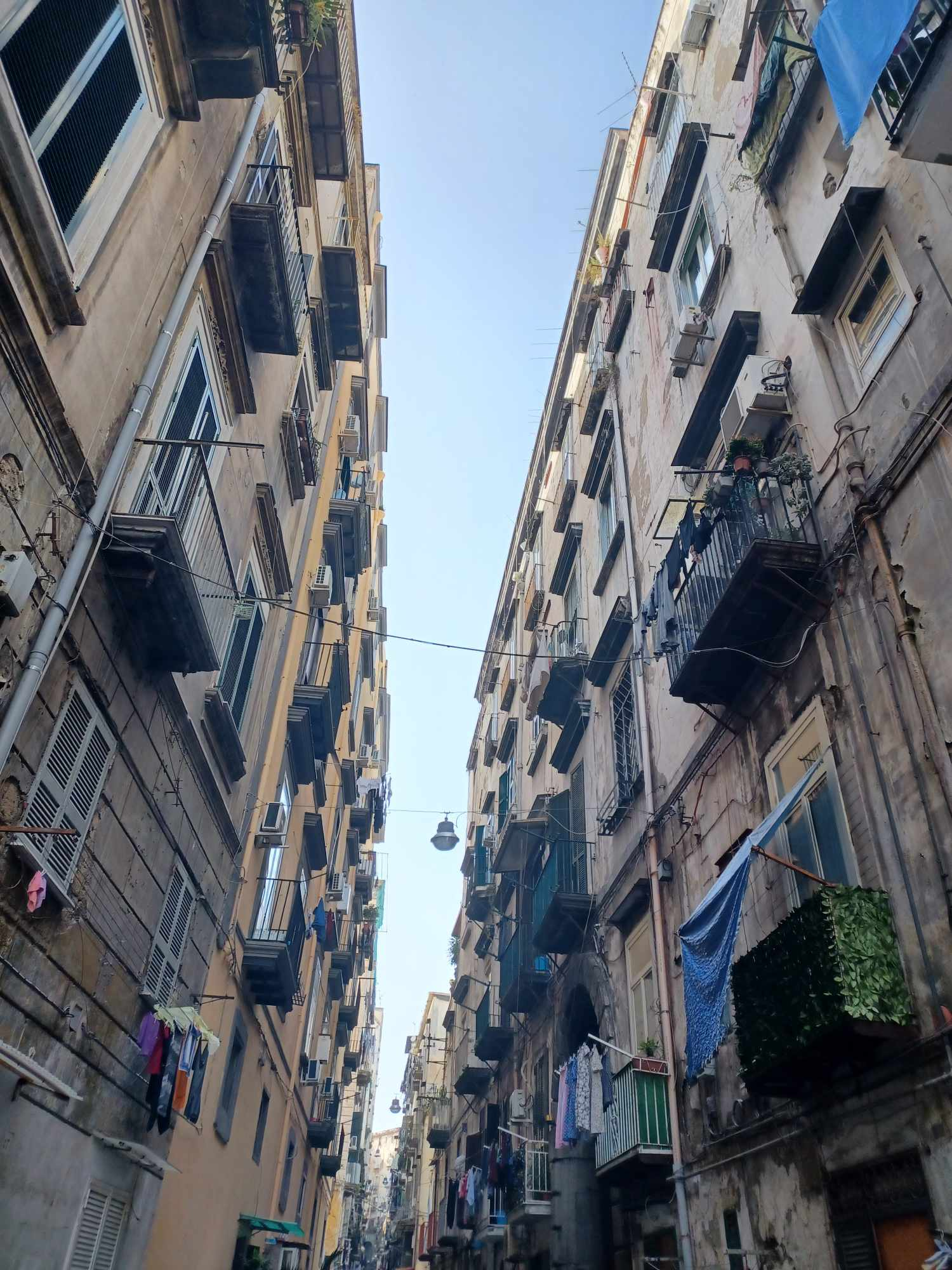
La facciata su via Villari (a destra)
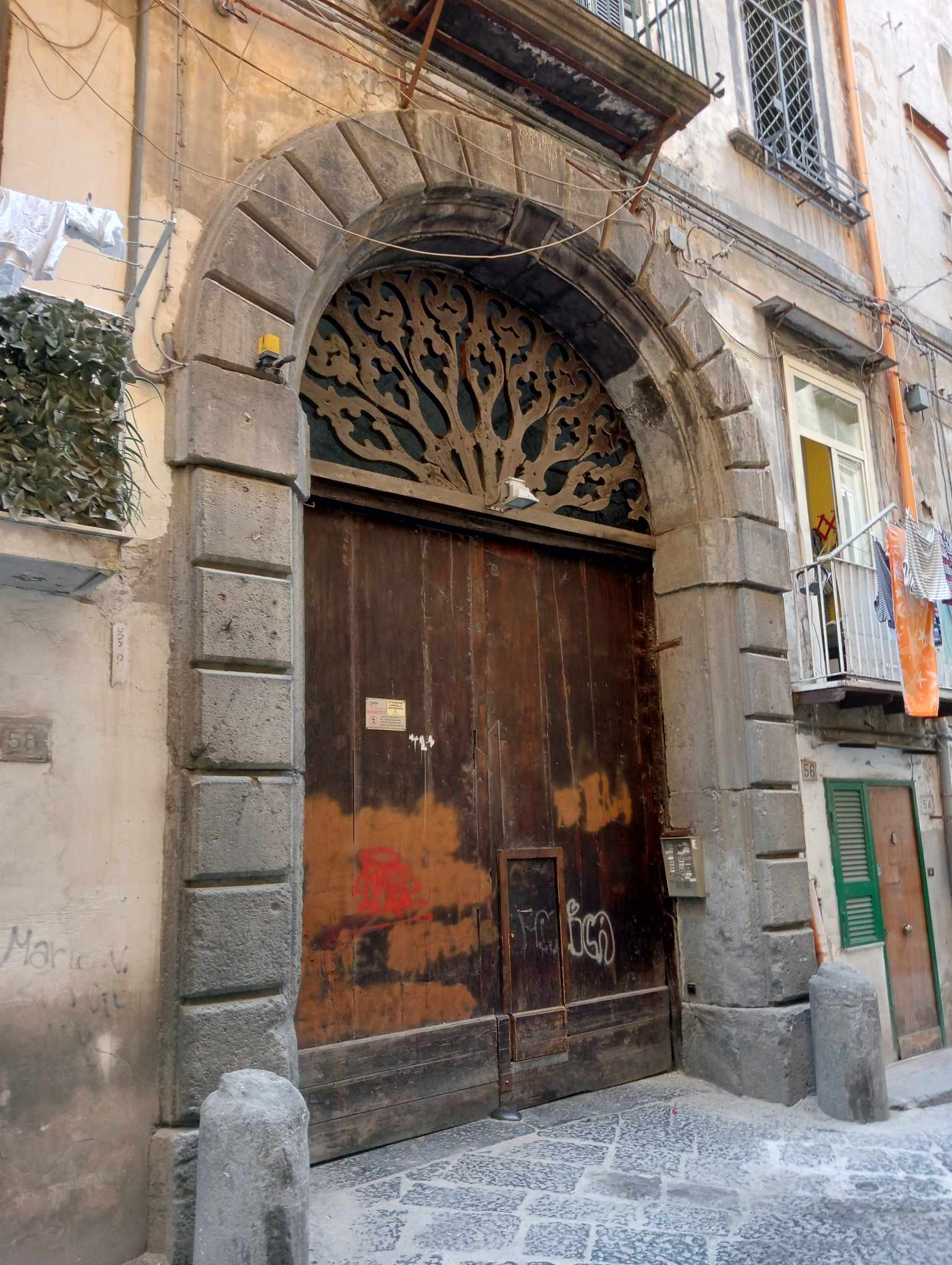
Il portale su via Villari
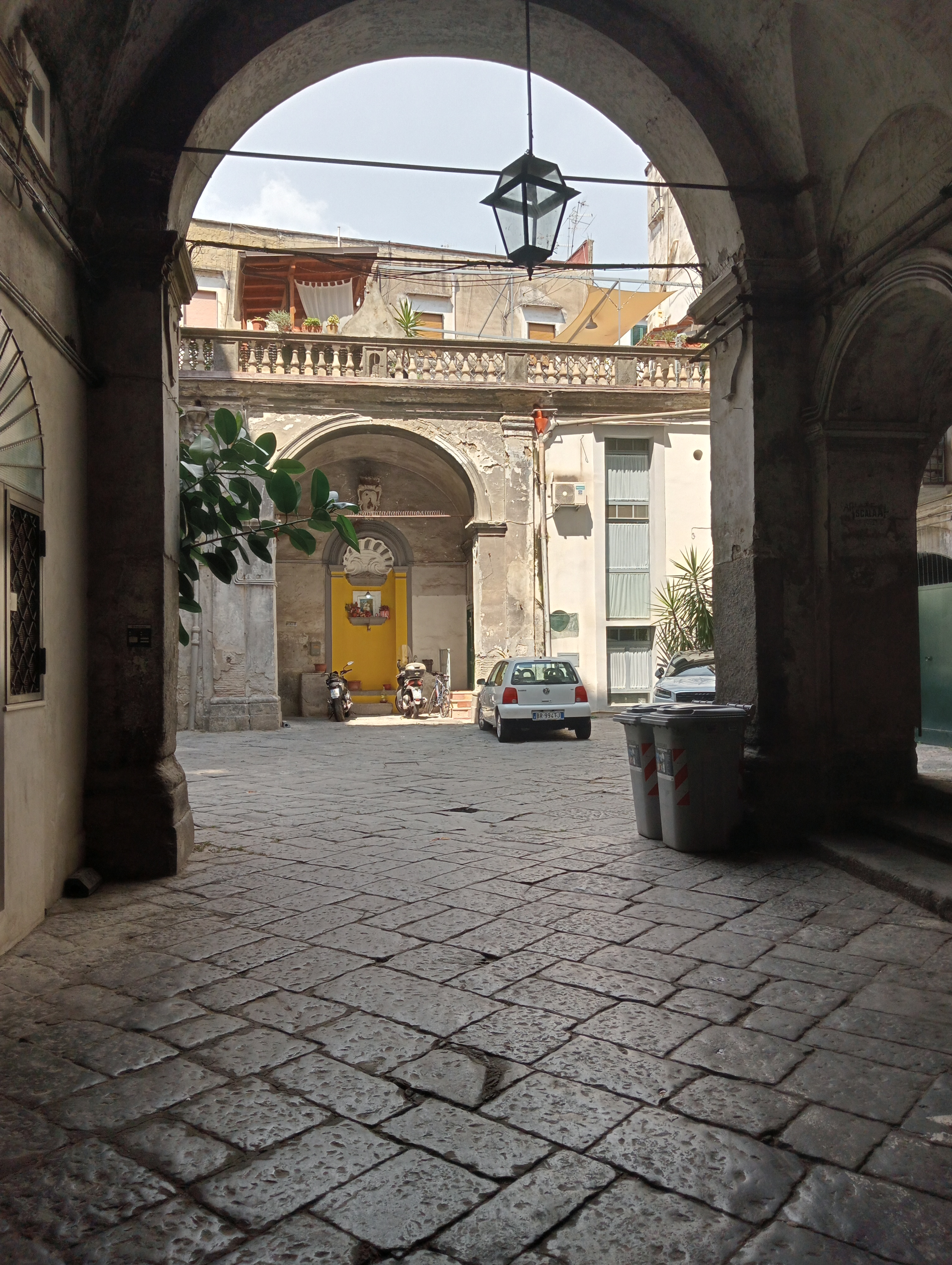
Il cortile
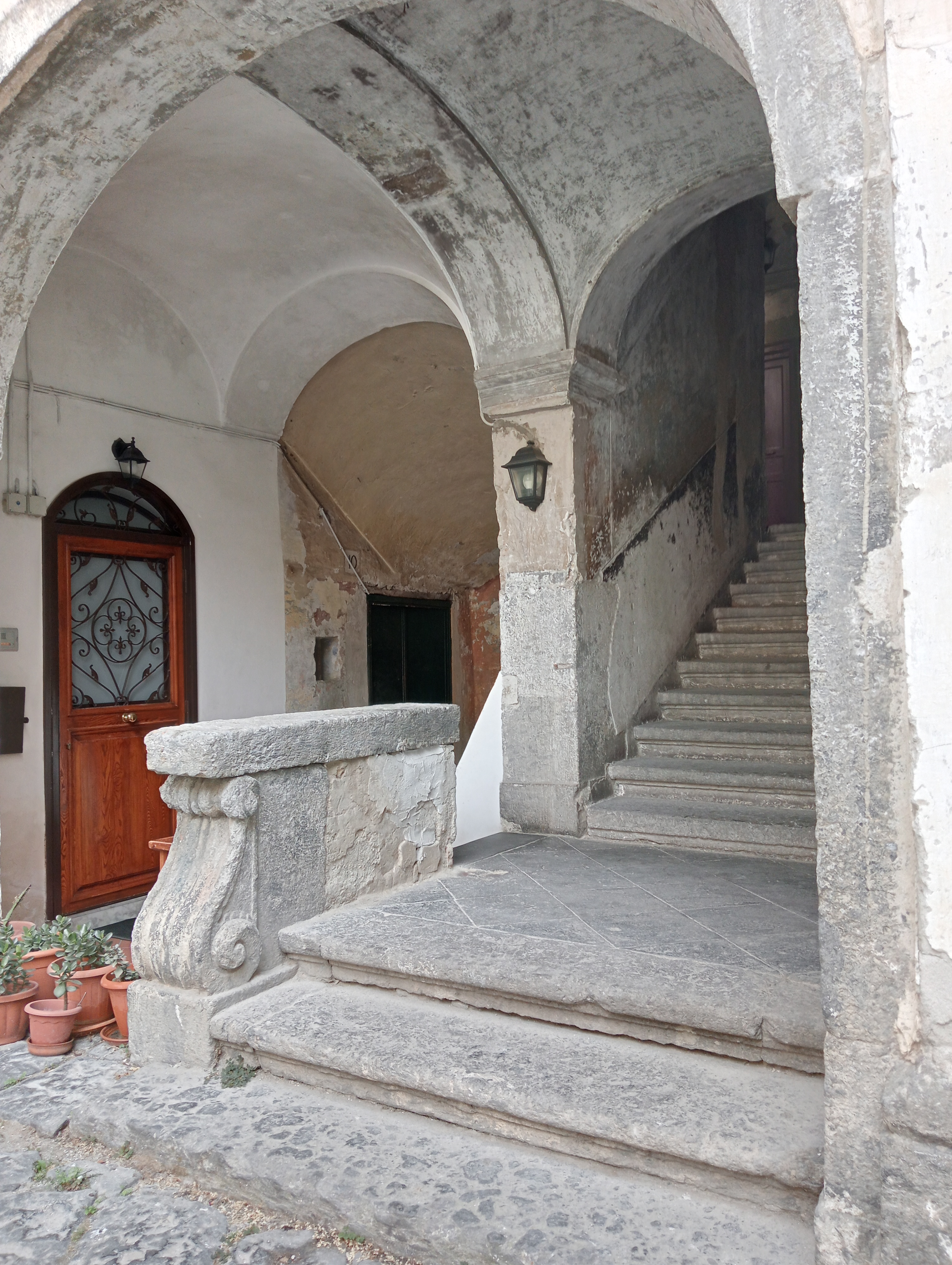
Voluta in piperno ai piedi dello scalone